# Епархия Дерри
Епархия Дерри (лат. Dioecesis Derriensis) — епархия Римско-католической церкви с центром в городе Лондондерри, Северная Ирландия. Епархия Дерри входит в митрополию Армы.
Кафедральный собор — храм Святого Евгения в Лондондерри.

## История
В XII веке на территории современного графства Тирон возникла католическая епархия с центром сначала в городе Ардстро, затем в городе Махера. В 1254 году кафедра епархии была перенесена в Лондондерри (Дерри).
Покровителем епархии является святой Эоган (лат. Eugenius — Евгений), основавший монастырь в Ардстро в VI веке

## Ординарии епархии
- епископ Майкл О’Рейли (24.04.1739 — 23.01.1749), назначен архиепископом Армы
- епископ Джон Брюлахаун (7.05.1749 — † 1750)
- епископ Патрик Брэдли, O.P. (29.01.1751 — 20.12.1751)
- епископ Джон Макколган (4.05.1752 — † 1765)
- епископ Филип Макдэвитт (14.01.1766 — † 24.11.1797)
- епископ Чарльз О’Доннелл (24.11.1797 — † 18.07.1823)
- епископ Питер Маклафлин (11.05.1824 — † 18.08.1840)
- епископ Джон Маклафлин (18.08.1840 — † 18.06.1864)
- епископ Фрэнсис Келли (18.06.1864 — † 1.09.1889)
- епископ Джон Киз О’Догерти (28.12.1889 — † 25.02.1907)
- епископ Чарльз Макхью (1.07.1907 — † 12.02.1926)
- епископ Бернард О’Кейн (21.06.1926 — † 5.01.1939)
- епископ Нил Фаррен (5.08.1939 — 13.04.1973)
- епископ Эдвард Кевин Дейли (31.01.1974 — 26.10.1993)
- епископ Шимус Хегарти (1.10.1994 — 23.11.2011)
- Sede Vacante  (2011 — 2014)
- епископ Донал Маккеон (с 25.02.2014)